# Синеглазка (мультфильм)
«Синегла́зка» — советский рисованный мультипликационный фильм 1984 года студии Союзмультфильм, который создал режиссёр Иван Аксенчук по мотивам русской народной сказки.
Музыкально-поэтический фильм, сделанный на материале фольклора и стилизованный под палехскую роспись. В фильме также явно прослеживается иконописный стиль — это видно по обратной тенёвке лиц (на тёмный фон нанесены более светлые участки), а также в изображении скал (ср. «Троица» А. Рублёва). Посвящен теме любви, верности и преданности.

## Сюжет
На Руси лето. Девушки и парни водят хороводы. А красавица Синеглазка ждёт друга ненаглядного — свет Никитушку, который в дальней стороне на верном коне скачет. Против него Змей Горыныч огненную полосу пустил и волшебную ловушку расставил. Как попал в неё Никита, Змей Горыныч на Русь прилетел, предложил красавице Синеглазке жить с ним вместе во дворце богатом и носить наряды дорогие, но наотрез отказалась она. Рассердился тогда Змей Горыныч и всё огнём пожёг. Спасаясь от него, Синеглазка попросила речку превратить её в деревце, а Никите — весточку показать. Змей Горыныч вернулся к себе в пещеру, там ему служат змеи да мыши летучие. А Никита освободился от ловушки и поскакал искать Змея Горыныча. По пути спас бобрёнка, птенца и оленёнка. А их родители помогли после Никите в трудную минуту. Нашёл Никита Змея Горыныча, сразился с ним и победил его. Вернулся он на Русь и встретила его красавица Синеглазка.

## Создатели
| автор сценария             | Генрих Сапгир |
| кинорежиссёр               | Иван Аксенчук |
| художник-постановщик       | Елена Федорова |
| кинооператор               | Михаил Друян |
| композитор                 | Игорь Цветков |
| звукооператор              | Владимир Кутузов |
| художники-мультипликаторы: | Марина Восканьянц, Владимир Шевченко, Алексей Букин, Александр Панов, Виктор Арсентьев                                          |
| художники:                 | Алла Горева, Татьяна Строева, Татьяна Зворыкина, Зинаида Зарб, С. Капранов, Людмила Бирюкова, Геннадий Морозов, Вера Харитонова |
| ассистент режиссёра        | Ольга Исакова |
| монтажёр                   | Елена Белявская |
| роли озвучивали:           | Татьяна Шабельникова — Синеглазка                                                                                               |
| редактор                   | Татьяна Папорова |
| директор съёмочной группы  | Любовь Бутырина |

## Награды и призы
- 1985 — XV Международный кинофестиваль детских и юношеских фильмов в Италии — приз «Бронзовый гриф»[2]